# Nguyễn Văn Trỗi
Nguyễn Văn Trỗi (1 tháng 2 năm 1940 – 15 tháng 10 năm 1964) là một chiến sĩ biệt động thành phố Sài Gòn, đoàn viên Đoàn Thanh niên Cộng sản Hồ Chí Minh, đã thực hiện vụ ám sát nhằm vào phái đoàn quân sự cao cấp do Bộ trưởng Quốc phòng Hoa Kỳ Robert McNamara và đại sứ Henry Cabot Lodge, Jr. đến thăm Việt Nam Cộng hòa vào tháng 5 năm 1964 để hoạch định sách lược chiến tranh ở Việt Nam. Ông bị bắt giam và bị tòa án quân sự Việt Nam Cộng hòa kết án tử hình.
Sau sự kiện này, quân Giải phóng miền Nam Việt Nam và Mặt trận Dân tộc Giải phóng miền Nam đã tôn vinh Nguyễn Văn Trỗi là một "chiến sỹ chống Mỹ anh hùng" và truy tặng cho ông danh hiệu Anh hùng Lực lượng vũ trang nhân dân.

## Cuộc đời
Nguyễn Văn Trỗi sinh ngày 1 tháng 2 năm 1940 tại làng Thanh Quýt (nay là thôn Thanh Quýt 4, xã Điện Thắng Trung, thị xã Điện Bàn, tỉnh Quảng Nam) trong một gia đình có truyền thống cách mạng. Là con thứ ba nên còn có tên khác là Tư Trỗi. Cha ông Nguyễn Văn Hóa (tự Thoàn), từng tham gia cách mạng thời Kháng chiến chống Pháp; mẹ là Nguyễn Thị Tuất; anh ruột là Nguyễn Văn Toàn, cũng là một chiến sĩ cách mạng, hoạt động tại vùng Điện Bàn, Quảng Nam. Lúc nhỏ, Nguyễn Văn Trỗi học tiểu học ở trường Miếu Xóm. Cha của ông vào Sài Gòn làm ăn, mẹ của ông phải nuôi 4 chị em. Khi ông chưa tròn 10 tuổi thì mẹ qua đời, để lại 4 chị em ở cùng người bác ruột, vừa phụ giúp đồng áng và vừa đi học.
Năm 13 tuổi, Nguyễn Văn Trỗi theo người anh thứ hai Nguyễn Văn Toàn, lúc đó đang làm công cho một hãng bánh kẹo ra Đà Nẵng để học nghề may. Ông đã làm nhiều nghề từ công nhân hãng kẹo đến học may. Đến năm 1956, bến sông Hàn có tàu Nam Việt đang chuẩn bị khởi hành, Nguyễn Văn Trỗi (lúc này 16 tuổi) đã lén lấy tiền anh trai mua vé tàu vào Sài Gòn. Vào Sài Gòn, ông ở trọ cùng một người bác cùng quê, ban đầu đi đạp xích lô để kiếm sống. Về sau, ông học thêm nghề thợ điện, ban ngày làm thuê, ban đêm học lý thuyết ở trường Bá Nghệ. Sau đó làm công nhân tại Nhà máy điện Chợ Quán. Nguyễn Văn Trỗi nhập ngũ vào ngày 17 tháng 2 năm 1964, cũng từ đây, ông hoạt động xuyên suốt trên địa bàn thành phố Sài Gòn cho đến khi hy sinh vì bị xử bắn vào ngày 15 tháng 10 cùng năm.

## Sự nghiệp
Giữa năm 1963, Nguyễn Văn Trỗi được ông Lê Đức Hiền (Tư Kiếm, tên thật là Nguyễn Hữu Kiếm) nhận vào tổ biệt động thành, Đại hội quyết tử cùng lúc với Nguyễn Hữu Lời. Cả bốn người cùng quê ở làng Thanh Quýt và lúc đó đều cư ngụ ở quanh vùng Vườn Xoài, đường Trương Minh Giảng. Thời gian này, ông ở tại nhà Tư Kiếm. Đến tháng 10 năm 1963, Nguyễn Văn Trỗi tranh thủ về thăm quê và ghé thăm thầy giáo của mình, đây cũng là lần về Quảng Nam cuối cùng của ông. Đầu năm 1964, nhân dịp Tết Nguyên Đán, Tư Kiếm đã bố trí cho Nguyễn Văn Trỗi và Nguyễn Hữu Lời ra căn cứ ở Rừng Thơm (nay thuộc huyện Đức Hòa, tỉnh Long An) gặp Ban chỉ huy cánh Tây Nam, hai người ở lại căn cứ 3 ngày, xem như dự lớp chính trị ngắn ngày, kết hợp học một số bài võ để phòng thân. Từ căn cứ về, Nguyễn Văn Trỗi chọn ngay mục tiêu "đánh thí điểm" là cư xá Mỹ ở đường Cao Thắng. Sau khi báo cáo, kế hoạch của anh được đồng chí Tư Đạt, Chính trị viên cánh Tây Nam cho phép và tặng một quả lựu đạn da láng của Mỹ. Bằng cách đánh của mình, Nguyễn Văn Trỗi đã dùng lựu đạn hạ được bốn quân nhân Mỹ và làm bị thương 8 nhân viên khác. Sau đó, ông tìm hàng loạt mục tiêu như tàu hải quân Mỹ đóng tại bến Bạch Đằng, nhà máy điện,... để xin đánh, nhưng tổ chức không cho mà chuẩn bị kế hoạch khi Bộ trưởng Quốc phòng Mỹ Robert McNamara đến miền Nam Việt Nam.
Đội Biệt động thành Sài Gòn 65 lúc đó đa số là cán bộ của đội "Quyết tử thành", 9 năm chống Pháp còn sống sót. Họ trở thành bộ phận tham mưu chỉ đạo đánh nguỵ Sài Gòn. Khi họp các tổ, trong tổ chỉ lấy ra 4 người là Lê Đức Hiền (Tư Kiếm) làm tổ trưởng, Nguyễn Hoàng Sơn (anh của Lê Đức Hiền) làm tổ phó, Nguyễn Hữu Lời và Nguyễn Văn Trỗi có trong tổ nhận nhiệm vụ ám sát McNamara.

### Sự kiện đặt mìn ở cầu Công Lý
Kế hoạch

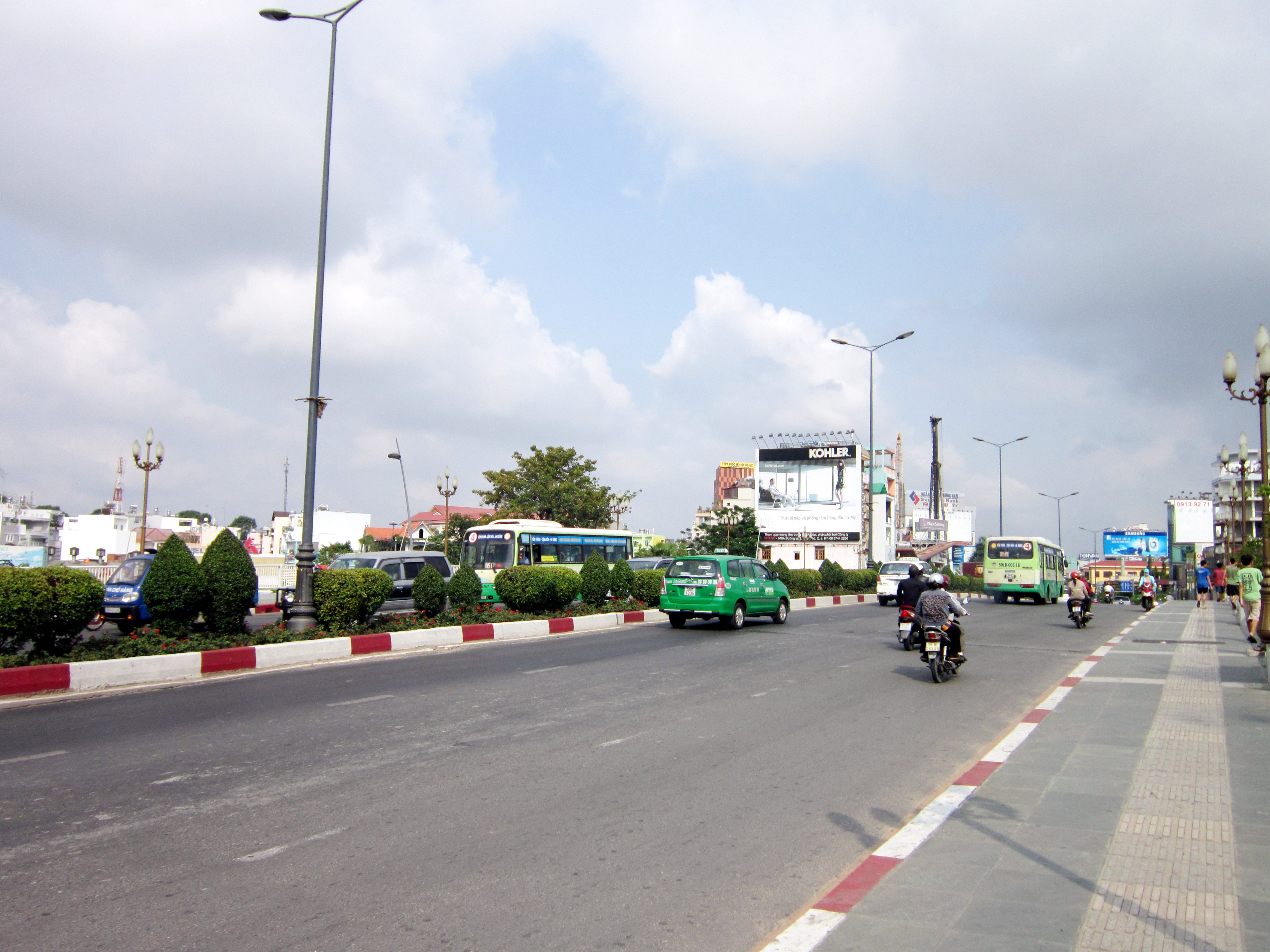
Cầu Công Lý hiện nay bắc qua kênh Nhiêu Lộc – Thị Nghè (nối đường Nam Kỳ Khởi Nghĩa và đường Nguyễn Văn Trỗi)

Từ năm 1960, quân Giải phóng ở chiến trường miền Nam liên tiếp mở các đợt tiến công với quy mô lớn, kết hợp đấu tranh chính trị với đấu tranh vũ trang, làm nên phong trào Đồng Khởi, kiểm soát một phần đáng kể ở nông thôn miền Nam. Tiếp đó, họ thành lập Mặt trận Dân tộc Giải phóng Miền Nam Việt Nam và Quân Giải phóng Miền Nam. Ngày 1 tháng 11 năm 1963, dưới sự chỉ huy của Dương Văn Minh, đã diễn ra cuộc đảo chính lật đổ Ngô Đình Diệm, Ngô Đình Nhu và còn xử bắn Ngô Đình Cẩn. Biết tin này, Tổng thống Mỹ John F. Kennedy và người kế nhiệm là Lyndon B. Johnson hết sức bất ngờ. Thất bại liên tiếp trên chiến trường và tình hình chính trị rối loạn của Việt Nam Cộng hòa, làm cho Hoa Kỳ phải hủy bỏ kế hoạch Staley–Taylor, rồi đưa quân đội sang trực tiếp tham chiến đấu ở miền Nam, thực hiện chiến lược Chiến tranh cục bộ. Trong bối cảnh đó, để có cách đối phó kịp thời, phía Mỹ đã phải cử các phái đoàn sang thị sát tình hình thực tế ở chiến trường miền Nam. Phái đoàn quân sự cấp cao của Mỹ do Bộ trưởng Bộ Quốc phòng Robert McNamara dẫn đầu sẽ đến Sài Gòn thị sát chiến trường vào tháng 5 năm 1964. Lực lượng biệt động Sài Gòn sau khi nhận được tin liền vạch kế hoạch tiêu diệt. Ba phương án tác chiến được Ban chỉ huy cấp trên nhanh chóng thông qua: Thuê một căn nhà cạnh đường Công Lý, mìn định hướng đặt trong nhà, việc câu dây, bảo vệ trái mìn dễ dàng, thuận tiện hơn, không lo bị phát hiện. Phương án hai là chôn hai trái mìn gần đầu cầu Công Lý đón xe của McNamara qua cầu, vừa xuống dốc thoai thoải thì mìn nổ. Phương án ba, nếu McNamara không vào thành phố theo đường Công Lý thì tiếp tục theo dõi, đón đánh khi McNamara rời Sài Gòn. Công việc đang được chuẩn bị thì Tổ biệt động của ông nhận thông báo: "Phái đoàn của McNamara sẽ tới Sài Gòn vào Thứ Hai, ngày 11 tháng 5 năm 1964, tức là sớm hơn dự kiến hai tuần".
Vì Nguyễn Văn Trỗi mới lập gia đình nên không được tham gia trong đội ám sát McNamara. Bộ chỉ huy Sài Gòn – Gia Định chỉ cử 3 người là Lê Đức Hiền, Nguyễn Hoàng Sơn (Ba Sơn) làm nghề lái xe ôm; Nguyễn Hữu Lời làm nghề thợ cắt tóc. Họ chỉ giao cho ông nhiệm vụ xem lại dây điện, nhưng ông lại yêu cầu được tham gia chiến đấu. Thời gian quá gấp, đội không kịp về báo cáo. Theo quy định, Nguyễn Văn Trỗi phải ký vào sổ quyết tử trước khi tham gia chiến đấu. Nguyễn Hữu Lời đã thay ông cầm bút ký vào sổ. Lê Đức Hiền phải chấp nhận mặc dù sai nguyên tắc. Không kịp thuê nhà đặt mìn, họ đành thực hiện phương án hai. Công việc tiếp theo là nhận vũ khí từ căn cứ đưa vào. Vũ khí gồm hai quả mìn DH10 loại 8 kg được đưa an toàn về nhà Ba Sơn. Ba Sơn có nhiệm vụ đưa trái mìn từ nhà ra chùa Vĩnh Nghiêm. Quả mìn được cho vào một thùng sắt dùng để chứa dầu hôi. Phía trên quả mìn là lớp xi măng chết gắn chặt vào thùng. Tư Kiếm họp anh em trong tổ bàn lại kế hoạch đưa mìn tới bãi rác gần cầu Công Lý. Ba Sơn kéo xe ba gác chất gạch, cát, xi măng chết che đi quả mìn 8 kg giấu trong thùng. Nguyễn Hữu Lời cầm tập sách đóng vai một học sinh lảng vảng ở cầu để báo hiệu cho Ba Sơn vào cầu lúc địch bớt chú ý tới người qua lại. Tư Kiếm thủ trong người một quả lựu đạn đi theo để bảo vệ Ba Sơn. Còn Nguyễn Văn Trỗi chờ ở ngã tư Yên Đỗ – Trương Minh Giảng, sẵn sàng đón Ba Sơn hoặc Tư Kiếm nếu việc bại lộ.
Thực hiện
Sáng ngày 9 tháng 5 năm 1964, Ba Sơn chở thùng xi măng chết cùng đồ nghề thợ hồ trên chiếc xe ba gác và đi lên cầu Trương Minh Giảng cùng với Tư Kiếm. Để bảo vệ cho chuyến đi của McNamara, quân đội, quân cảnh, cảnh sát được huy động rất đông. Chiếc xe thành công đi qua 4 viên cảnh sát bảo vệ trên cầu. Trái mìn được chôn kín trong bãi rác cạnh đường, cách đầu cầu phía vào thành phố 50m, ngay gần cồng chùa Vĩnh Nghiêm ngày nay. Tối ngày 10 tháng 5, tổ của Tư Kiếm xuất phát, hoàn tất phần chuẩn bị sau cùng, bảo vệ Lời làm nhiệm vụ rải dây điện nối vào quả mìn.
Nhiệm vụ của Nguyễn Văn Trỗi là chuẩn bị chu đáo dây điện, ghép pin vào quả mìn. Còn nhiệm vụ đi phục kích tiêu diệt kẻ thù được giao cho Ba Sơn và Nguyễn Hữu Lời. Tuy nhiên, đến giờ xuất kích, Ba Sơn lại bị kẹt xe, đến chậm; hơn nữa, Nguyễn Văn Trỗi lại xin được giao nhiệm vụ. Nguyễn Hữu Lời đến dãy cầu tiêu công cộng đã gặp ông chờ sẵn cùng chiếc xe máy Sharp mới mua ở đầu đường vào dãy cầu tiêu, chuẩn bị chở Lời khi công việc hoàn thành. Tới nơi, Lời cởi quần áo ngoài đưa cho Nguyễn Văn Trỗi, mặc quần đùi lội xuống Rạch Thị Nghè. Ven bờ rạch, nước cạn chỉ còn bùn và rau muống. Không thể dầm mình xuống nước, Nguyễn Hữu Lời đành lấy rau muống quấn vào người và đầu để ngụy trang, nằm ngửa trườn trên bùn, kéo dây theo. Chính vì nước quá cạn, nên mỗi bước trườn của Lời đều gây ra tiếng động nhẹ, địch phát hiện và kéo đến bao vây. Lúc đó, Nguyễn Hữu Lời đã nối xong dây, bò quay trở lại dãy nhà tiêu. Tới gần bờ thì phát hiện ra Nguyễn Văn Trỗi đã bị bắt. Nguyễn Hữu Lời quay trở lại nhưng không kịp vì dòng kênh rộng nhưng lại quá ít nước, không còn chỗ trốn nên cũng bị bắt. Tư Kiếm và Ba Sơn định đến giải cứu cho Nguyễn Văn Trỗi và Nguyễn Hữu Lời, nhưng do người dân đổ ra quá đông nên không hành động được. Sự việc bại lộ, Nguyễn Văn Trỗi bị bắt bởi hai sĩ quan Cảnh sát Quốc gia Việt Nam Cộng hòa vào đêm ngày 9 tháng 5.
Lúc đầu, Nguyễn Văn Trỗi bị đưa về Nha cảnh sát. Vài ngày sau, ông nhảy lầu để trốn thoát và đã bị thương ở chân, rồi lại bị bắt lại và đưa về giam ở Khám Chí Hòa cùng với nhiều đồng đội khác như Trương Mỹ Hoa, Nguyễn Thị Châu. Mặc dụ bị tra tấn với mục đích tra hỏi nhưng ông không khai gì. Để bảo đảm an toàn cho tổ chức và đồng đội, Nguyễn Văn Trỗi đã nhận tất cả trách nhiệm về mình.

## Bị xử bắn
Chính quyền Nguyễn Khánh đã rất muốn đẩy nhanh việc tử hình Nguyễn Văn Trỗi vào cuối tháng 8 năm 1964. Tuy nhiên, việc này phải tạm ngưng lại vì sau ngày 25 tháng 8 năm 1964, các phong trào biểu tình chống Nguyễn Khánh diễn ra khiến tình hình chính trị bất ổn, các cuộc binh biến diễn ra liên tiếp. Tài liệu biên bản Hội đồng ân xá ngày 17 tháng 6 năm 1964 cho biết Hội đồng ân xá nhóm họp tại phòng Bộ Tư pháp, số 47 đại lộ Thống Nhất, Sài Gòn vào chiều ngày 17 tháng 6 để xét các đề nghị ân xá và bày tỏ ý kiến về các khoản ân giảm cho phạm nhân được hưởng. Trong phiên họp này, Hội đồng ân xá xem xét hồ sơ xin ân xá của 4 tội nhân, trong đó có Nguyễn Văn Trỗi. Tài liệu này cũng ghi rằng: "Nguyễn Văn Trỗi sinh năm 1940, quê xã Thanh Quýt, quận Điện Bàn, Quảng Nam, là thợ điện, con của Nguyễn Văn Hòa và Nguyễn Thị Tuất, có vợ, không có tiền án".
| “                                       | Tòa đã tuyên xử: Nguyễn Văn Trỗi tử hình và tịch thu toàn bộ tài sản về tội phản nghịch, toan phá hủy và toan mưu sát... Sau khi xem xét, Hội đồng ân xá đề nghị bác đơn xin ân xá của Nguyễn Văn Trỗi, vì việc bảo vệ an ninh cho chánh khách các quốc gia bạn của Việt Nam Cộng hòa cần được thực hiện một cách hữu hiệu bằng cách thực hành bản án tử hình tên Việt Cộng này. | ” |
| — Văn phòng Thủ tướng Việt Nam Cộng hòa | |   |

Sau đó, chính quyền Nguyễn Khánh dự định xử bắn Nguyễn Văn Trỗi vào ngày 7 tháng 10 năm 1964. Biết tin này, nhóm "Biệt đội du kích quân" chống chế độ thân Mỹ tại Venezuela đã đề nghị trao đổi con tin là sĩ quan Mỹ Michael Smolen bị họ bắt cóc ở Caracas. Vì có kẻ mật báo với cảnh sát về họ, những người bắt cóc buộc phải thả Smolen trước khi họ có được thỏa thuận nào. Nguyễn Văn Trỗi sau đó bị đưa đi xử bắn tại sân sau nhà lao Khám Chí Hòa lúc 9 giờ 45 phút ngày 15 tháng 10 năm 1964, trước sự chứng kiến của nhiều phóng viên nước ngoài.
Trước khi bị xử tử, Nguyễn Văn Trỗi đã hô lớn: "Hãy nhớ lấy lời của tôi! Đả đảo đế quốc Mỹ! Đả đảo Nguyễn Khánh! Hồ Chí Minh muôn năm! Việt Nam muôn năm!". Tờ báo Miami News (Hoa Kỳ) ngày 15 tháng 10 năm 1964 đã có bài tường thuật vụ xử bắn:
| “ | ...Người điệp viên Việt Cộng 24 tuổi đã hô to những khẩu hiệu "Hồ Chí Minh Việt Nam muôn năm!", "Mỹ - Ngụy hãy cút khỏi Việt Nam". Trỗi bị giải ra pháp trường nơi có 12 tay súng của Cảnh sát Quốc gia Việt Nam Cộng hòa và Quân lực Việt Nam Cộng hòa chờ sẵn. Sau khi liên tục hô vang những lời đả kích đế quốc Mỹ, đả kích chính quyền tay sai (tức Việt Nam Cộng hòa) và Nguyễn Khánh, người thanh niên hô lớn lời chào vĩnh biệt dành cho Hồ Chí Minh, Chủ tịch nước Việt Nam Dân chủ Cộng hòa. Trỗi đã từ chối bịt mắt trước khi bị bắn, tuy nhiên đến phút chót, đội thi hành án quyết định bịt mắt anh lại... | ” |

### An táng
Sau khi bị xử bắn, thi hài Nguyễn Văn Trỗi được chôn cất tại nghĩa trang Văn Giáp tại Giồng Ông Tố (nay thuộc phường Bình Trưng Đông, thành phố Thủ Đức, Thành phố Hồ Chí Minh). Ngày 15 tháng 4 năm 2018, phần mộ Nguyễn Văn Trỗi được chuyển từ nghĩa trang Văn Giáp về Nghĩa trang liệt sĩ Thành phố Hồ Chí Minh theo nguyện vọng của gia đình ông.

## Vinh danh
Sau khi hi sinh, 2 ngày sau, Nguyễn Văn Trỗi được truy tặng danh hiệu Anh hùng lực lượng vũ trang nhân dân vào ngày 17 tháng 10 năm 1964. Ngoài ra còn có các danh hiệu Đảng viên Nhân dân Cách mạng miền Nam và Huân chương Thành đồng hạng Nhất của Mặt trận Dân tộc Giải phóng miền Nam Việt Nam. Chủ tịch Hồ Chí Minh sau đó đã ghi trong bức ảnh chụp Nguyễn Văn Trỗi trước pháp trường: "Vì Tổ quốc, vì nhân dân, liệt sĩ Nguyễn Văn Trỗi đã anh dũng đấu tranh chống đế quốc Mỹ đến hơi thở cuối cùng. Chí khí lẫm liệt của Anh hùng Trỗi là một tấm gương cách mạng sáng ngời cho mọi người yêu nước - nhất là cho các cháu thanh niên học tập!".
Tại Hội nghị Ban Chấp hành Thành đoàn Thành phố Hồ Chí Minh khóa II (năm 1982), các đại biểu đã nhất trí chọn ngày 15 tháng 10 – Ngày liệt sĩ Nguyễn Văn Trỗi hy sinh là Ngày truyền thống thanh niên công nhân Thành phố Hồ Chí Minh.
Một giải thưởng của Thành đoàn Thành phố Hồ Chí Minh và một sân vận động ở Cuba cũng chính là SVĐ cùng tên (Sân vận động Nguyễn Văn Trỗi). Ca sĩ Jane Fonda, biệt danh Jane Hà Nội và chồng mình là Tom Hayden đã đặt tên cho con mình là Troy Garity sau này cũng là một diễn viên nổi tiếng, trong đó Troy được lấy theo tên danh dự của Nguyễn Văn Trỗi.
Năm 2012, kỷ niệm 48 năm ngày Nguyễn Văn Trỗi hy sinh, nhà tưởng niệm Nguyễn Văn Trỗi được khánh thành trong khuôn viên nghĩa trang liệt sĩ thị xã Điện Bàn, Quảng Nam. Tên Nguyễn Văn Trỗi cũng được đặt cho nhiều con đường, trường học trên khắp Việt Nam.

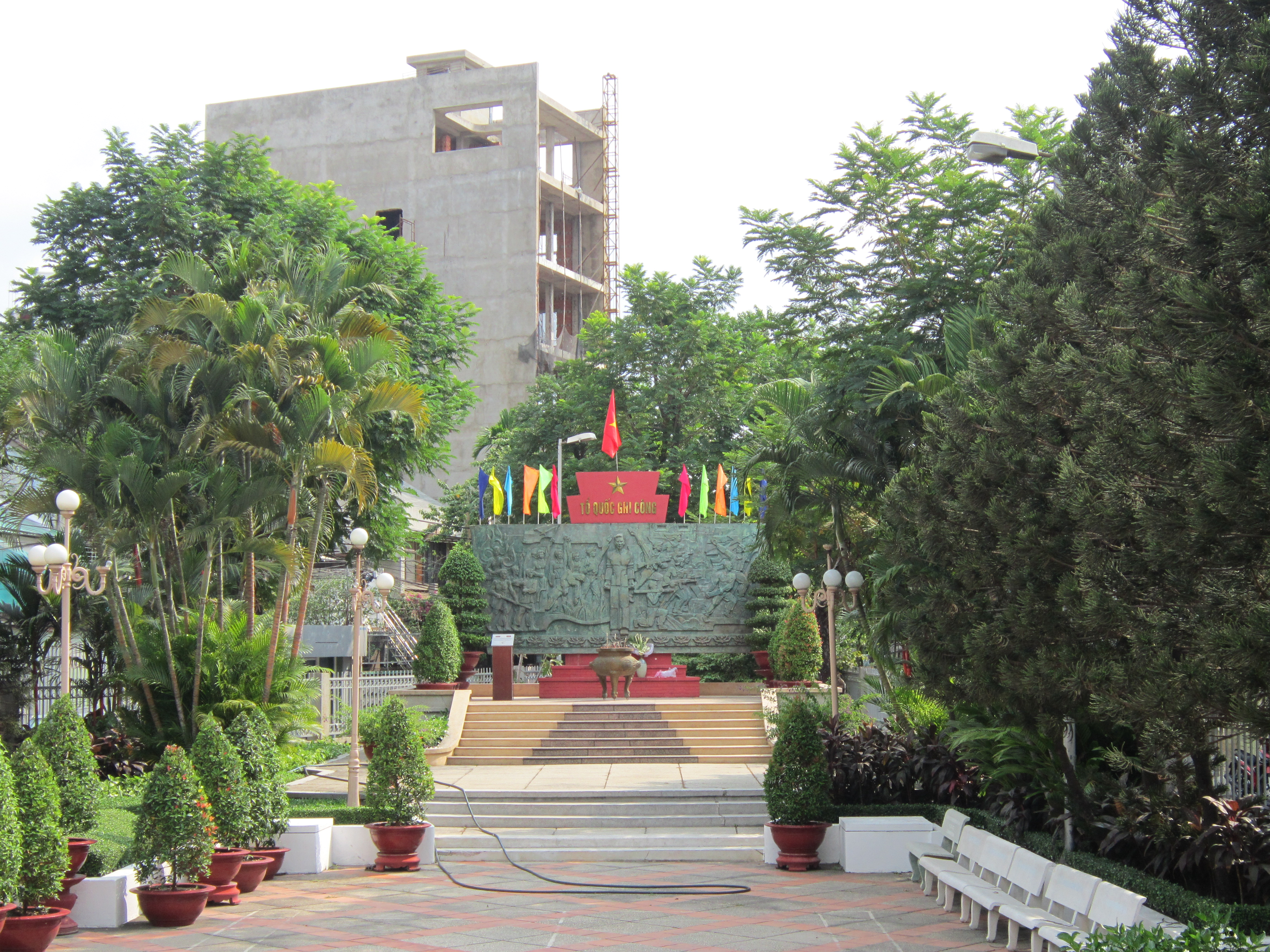
Khu tưởng niệm liệt sĩ Nguyễn Văn Trỗi ở gần cầu Công Lý, đường Nam Kỳ Khởi Nghĩa, quận 3, Thành phố Hồ Chí Minh
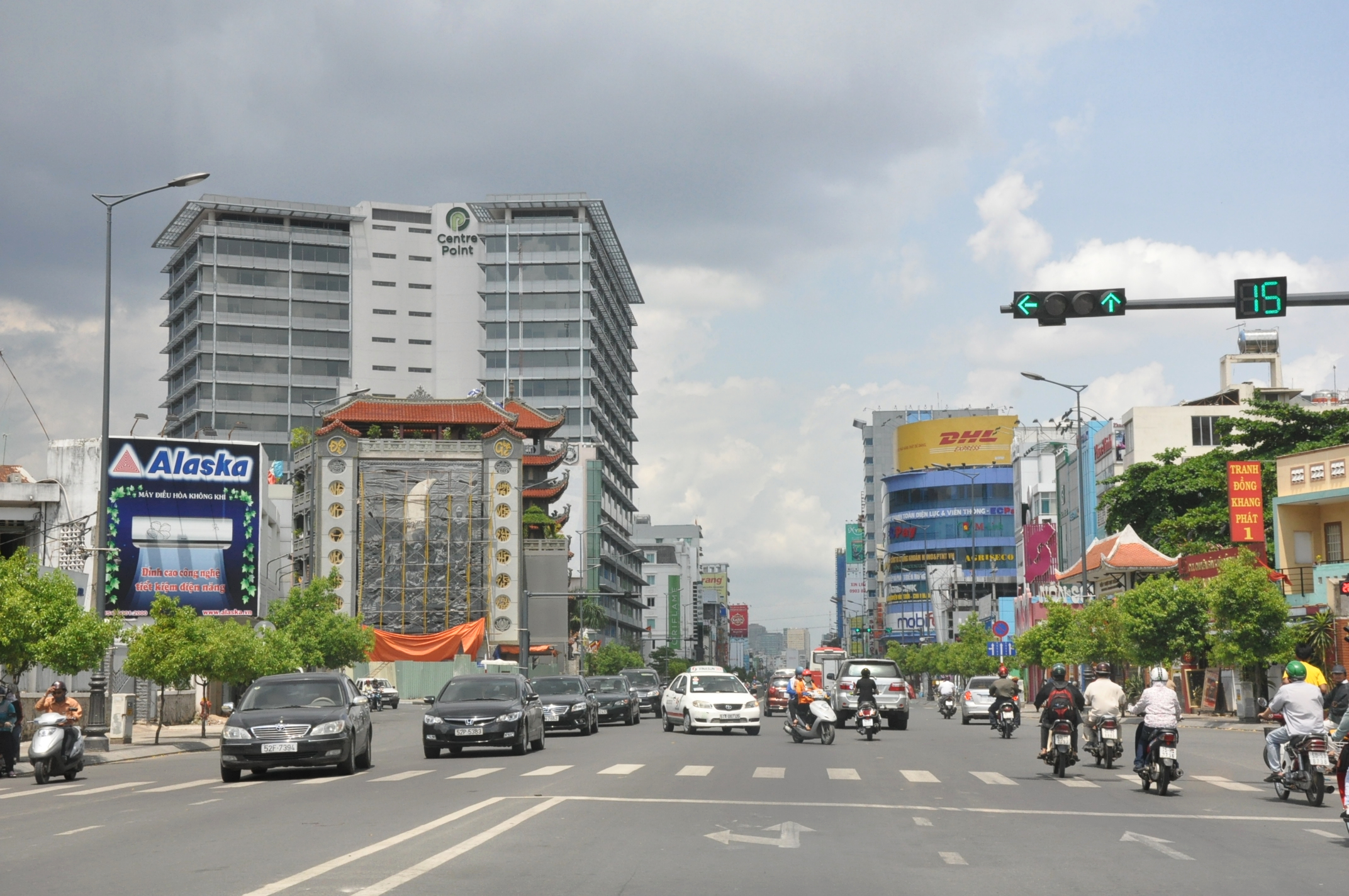
Con đường mang tên anh hùng Nguyễn Văn Trỗi tại quận Phú Nhuận, Thành phố Hồ Chí Minh
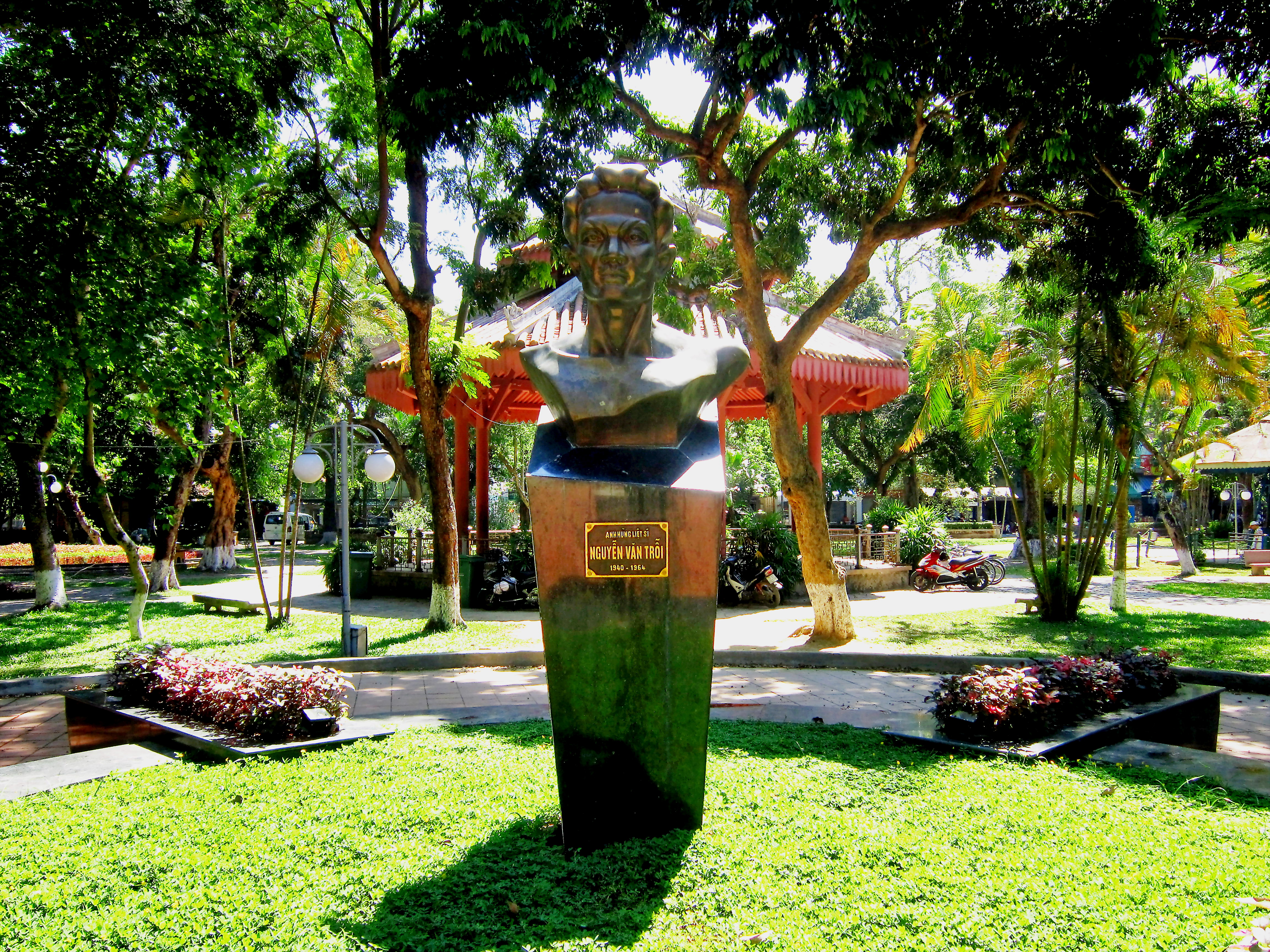
Công viên Nguyễn Văn Trỗi nằm trên đường Đoàn Thị Điểm, thành phố Huế
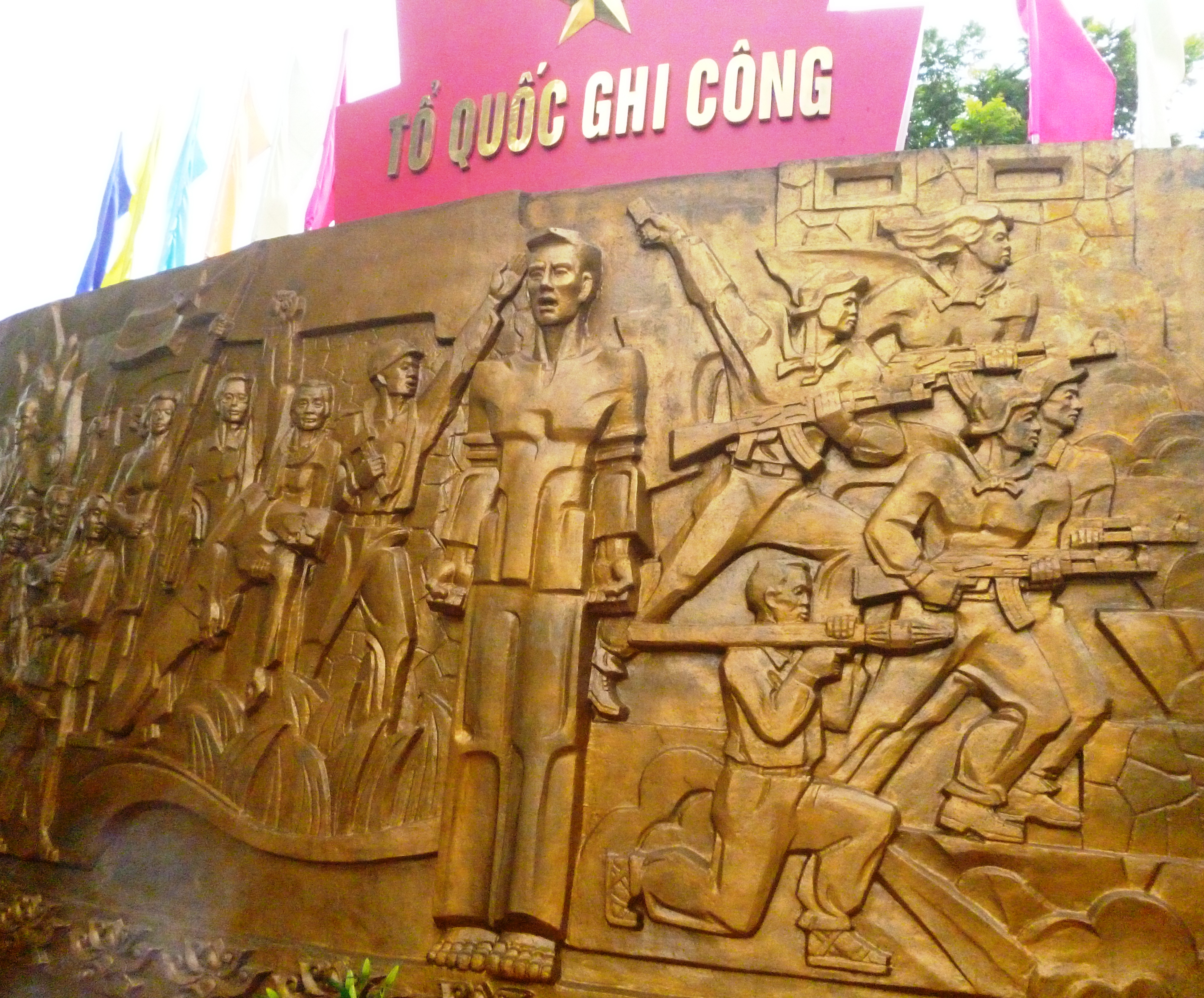
Phù điêu về liệt sĩ Nguyễn Văn Trỗi ở Thành phố Hồ Chí Minh
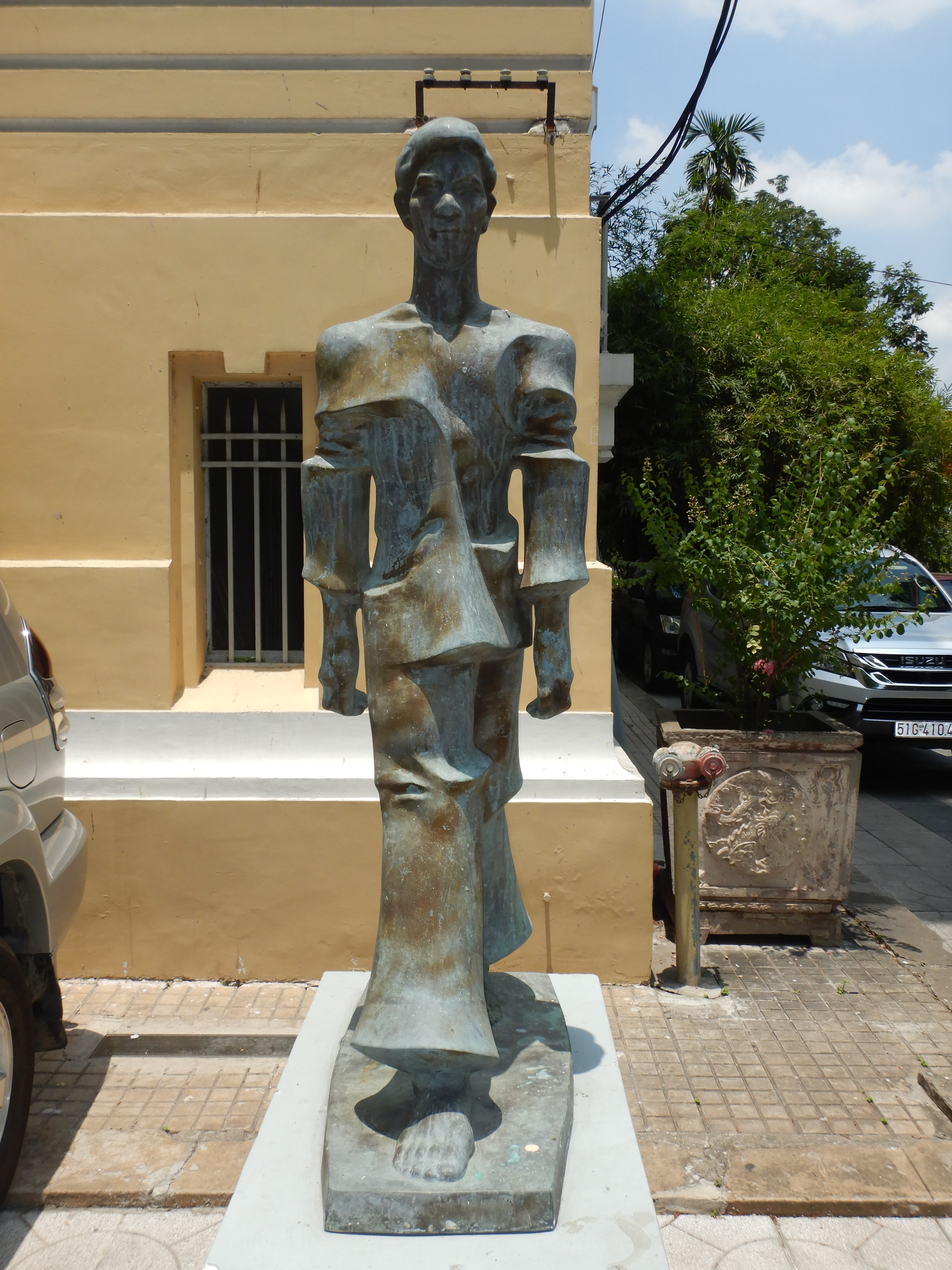
Tượng Nguyễn Văn Trỗi

## Di sản
Trong văn học nghệ thuật, hình tượng của Nguyễn Văn Trỗi đã trở thành cảm hứng cho nhiều tác phẩm nổi tiếng, tiêu biểu như:
| Năm  | Tác phẩm                     | Thể loại | Tác giả                        | Nguồn         |
| ---- | ---------------------------- | -------- | ------------------------------ | ------------- |
| 1964 | Hãy nhớ lấy lời tôi          | Văn học  | Tố Hữu                         | [ 21 ]        |
| 1964 | Tôi sẽ ca mãi đời anh        | Âm nhạc  | Huy Du                         | [ 42 ]        |
| 1964 | Lời anh vọng mãi ngàn năm    | Âm nhạc  | Vũ Thanh                       | [ 43 ]        |
| 1964 | Anh Nguyễn Văn Trỗi sống mãi | Điện ảnh | NSND Bùi Đình Hạc              | [ 25 ] [ 44 ] |
| 1966 | Nguyễn Văn Trỗi              | Điện ảnh | NSND Bùi Đình Hạc, Lý Thái Bảo | [ 45 ] [ 46 ] |
| 1967 | Sống như anh                 | Văn học  | Trần Đình Vân                  | [ 47 ] [ 48 ] |
| 1969 | Trường ca Nguyễn Văn Trỗi    | Văn học  | Lê Anh Xuân                    | [ 49 ] [ 50 ] |

Cả 2 bộ phim về Nguyễn Văn Trỗi do đạo diễn Bùi Đình Hạc thực hiện đều chiến thắng giải thưởng cao nhất dành cho hạng mục phim tương ứng tại Liên hoan phim Quốc gia lần đầu tiên vào năm 1970. Năm 2007, 2 tác phẩm này cũng nằm trong chùm tác phẩm xét tặng Giải thưởng Hồ Chí Minh cho đạo diễn Bùi Đình Hạc. Tại lễ trao giải, bà Trương Mỹ Hoa (lúc này là Phó Chủ tịch nước Cộng hòa xã hội chủ nghĩa Việt Nam) – nguyên mẫu chị Y, một trong những nhân vật chính trong bộ phim truyện Nguyễn Văn Trỗi là người đã trao cho Bùi Đình Hạc giải thưởng này.

## Đời tư
Ngày 9 tháng 2 năm 1963, Nguyễn Văn Trỗi lần đầu gặp Phan Thị Quyên (sinh năm 1944), là đảng viên Đảng Cộng sản Việt Nam, qua sự mai mối của một người chị họ. Cha của bà Quyên là người miền Bắc di cư vào Nam, gia đình của bà sinh sống tại Sài Gòn. Hai người tổ chức hôn lễ vào ngày 21 tháng 4 năm 1964. Chỉ 19 ngày sau lễ kết hôn thì Nguyễn Văn Trỗi bị bắt. Vợ của ông cũng bị giam giữ vài ngày sau đó nhưng được thả ra vì không có bằng chứng kết tội. Hai người cũng chưa có con với nhau. Tháng 2 năm 1965, bà Phan Thị Quyên tham gia đội biệt động 65 đóng tại Long An, rồi được điều chuyển về Trung ương Cục miền Nam. Tháng 3 năm 1965, bà dự đại hội phụ nữ toàn miền Nam và được nhà báo Trần Đình Vân, phóng viên báo Giải Phóng, viết bút ký "Sống như anh". Đạo diễn Bùi Đình Hạc đã dựa trên tác phẩm này để hoàn thiện kịch bản phim Nguyễn Văn Trỗi. Tháng 5 năm 1969, bà Quyên ra miền Bắc. Đến năm 1973, bà kết hôn với người chồng thứ hai là ông Lê Tâm Dũng. Năm 1980, sau khi ra trường, bà về công tác tại Công ty Du lịch Thành phố Hồ Chí Minh cho đến khi nghỉ hưu. Ngày 4 tháng 7 năm 2019, bà qua đời ở tuổi 75.